# Collada de les Arenes
La Collada de les Arenes, és un coll a 2.623,2 m. alt. del terme municipal de la Torre de Cabdella, en el seu terme primigeni, del Pallars Jussà.
Està situada al nord-oest del terme, a la carena que enllaça el Pic Fosser, al nord, amb la Serra Tancada, al sud. És la carena que separa els dos grans sistemes d'estanys del nord del terme de la Torre de Cabdella: a llevant, els estanys regulats per l'Estany Gento, i a ponent, els de l'entorn del Pic Salado. Els més propers a la collada són, a l'est, l'Estany Fosser, i a l'oest, l'Estany de Cogomella.